# Ngô Minh Mẫn
Ngô Minh Mẫn (sinh 1953) là đại biểu Quốc hội Việt Nam khóa X, thuộc đoàn đại biểu Phú Thọ, nguyên Vụ trưởng Vụ Tổ chức cán bộ thuộc Bộ Xây dựng, Huân chương Lao động hạng nhất, nghỉ hưu năm 2014.